# Kedholmens naturreservat
Kedholmen är ett naturreservat i Släps socken i Kungsbacka kommun i Halland.
Reservatet är en ö på 18 hektar strax väster om Särö. Det är skyddat sedan 1980 och förvaltas av Västkuststiftelsen.

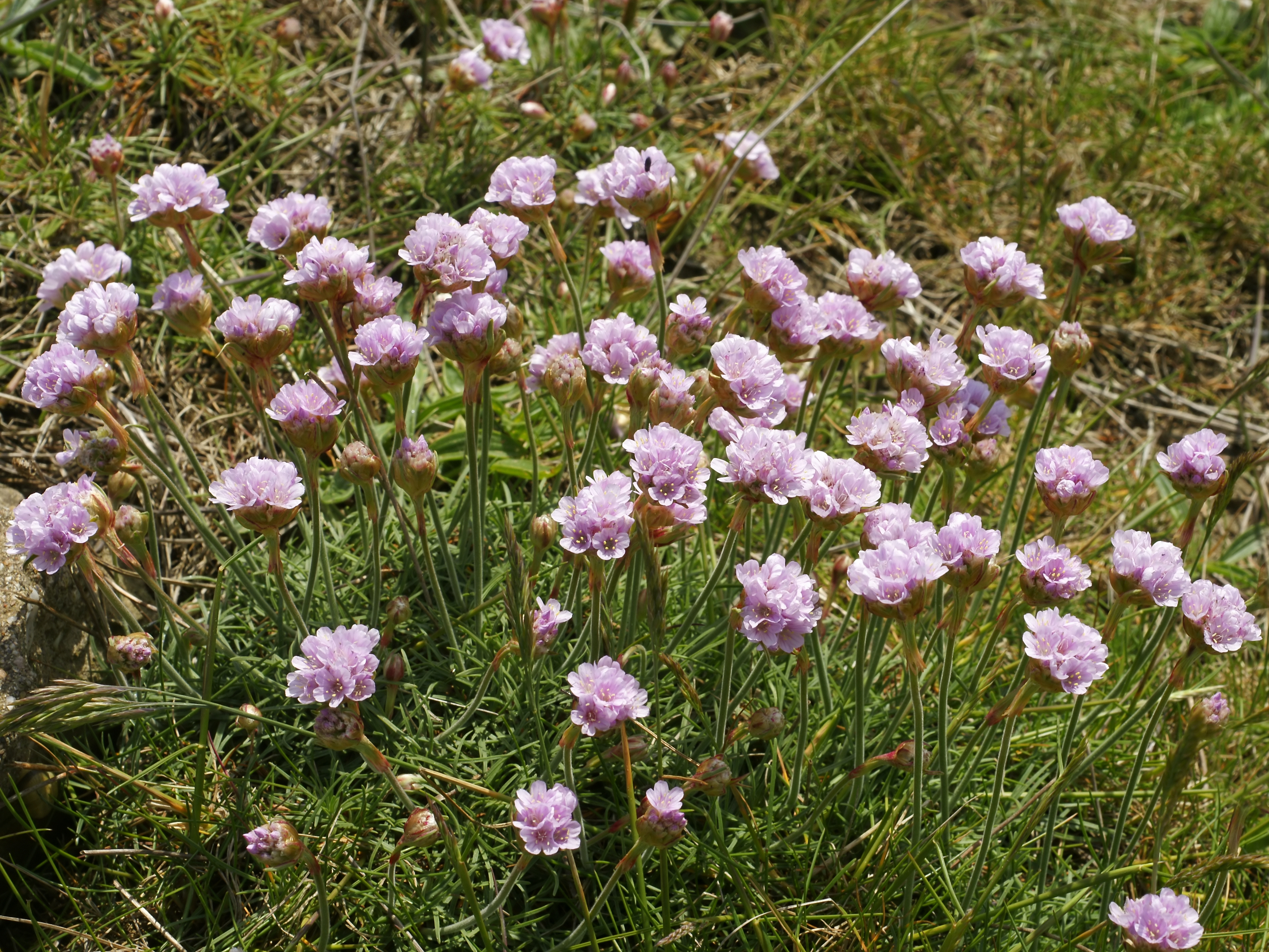
Trift, växer vanligen på havsstrandängar

På ön dominerar hällmark och rishedar. Det växer strandkål och strandkvanne liksom trift, sandlök, strandglim, skörbjuggsört och baldersbrå. I skyddade lägen växer barrträd.